# Gustavo Díaz Ordaz, Puebla
Gustavo Díaz Ordaz är en ort i Mexiko.   Den ligger i kommunen Huejotzingo och delstaten Puebla, i den sydöstra delen av landet, 80 km öster om huvudstaden Mexico City. Gustavo Díaz Ordaz ligger 2 271 meter över havet och antalet invånare är 368.
Terrängen runt Gustavo Díaz Ordaz är platt åt nordost, men åt sydväst är den kuperad. Terrängen runt Gustavo Díaz Ordaz sluttar österut. Runt Gustavo Díaz Ordaz är det ganska tätbefolkat, med 108 invånare per kvadratkilometer. Närmaste större samhälle är Cholula, 17,6 km sydost om Gustavo Díaz Ordaz. Omgivningarna runt Gustavo Díaz Ordaz är en mosaik av jordbruksmark och naturlig växtlighet.